# Grabbed by the Ghoulies
Grabbed by the Ghoulies é um jogo eletrônico de ação e aventura desenvolvido pela Rare e publicado pela Microsoft Game Studios exclusivamente para o Xbox. Foi lançado pela primeira vez na América do Norte em outubro de 2003 e na Europa em novembro. Foi relançado mundialmente no Xbox 360 como um título de Xbox Live Originals para instalar em fevereiro de 2009, antes de ser removido da loja em junho de 2015. Posteriormente, foi remasterizado e lançado como parte da compilação Rare Replay para o Xbox One. O jogo segue um menino, Cooper, que sai para resgatar a sua namorada de uma mansão mal-assombrada infestada de criaturas sobrenaturais.
Tendo estado originalmente em desenvolvimento para o GameCube, Grabbed by the Ghoulies foi o primeiro jogo da Rare a ser publicado pela Microsoft depois que a Rare foi comprada pela Nintendo. O jogo recebeu críticas mistas após o lançamento. As críticas foram dirigidas à jogabilidade, mas os gráficos e o estilo do jogo foram elogiados. Grabbed by the Ghoulies foi nomeado para o prêmio Console Family Game of the Year durante a  Interactive Achievement Awards de 2004 da Academy of Interactive Arts & Sciences.

## Jogabilidade

Uma imagem estática do jogo, mostrando Cooper prestes a entrar em combate

Grabbed by the Ghoulies é um jogo 3D de ação e aventura com elementos de beat 'em up. Rompendo com o estilo dos jogos de plataforma anteriores da Rare, a jogabilidade é simples no design, utilizando a premissa de mover-se por áreas da mansão do jogo e completar os desafios exigidos em cada sala. Esses desafios incluem eliminar todos os carniçais em uma sala, derrotar apenas um tipo específico de carniçal enquanto evita eliminar o resto ou encontrar uma chave escondida dentro de um carniçal antes que o personagem do jogador, Cooper, possa continuar. Todos os ataques de combate e corpo a corpo são manobrados pelos controles stick, enquanto a câmera do jogo pode ser girada por ambos os gatilhos. A maioria dos objetos na mansão são destrutíveis, com a chance de encontrar power-ups Super Soup dentro. Os Super Soups podem ter efeitos negativos, como reverter os controles do jogador ou diminuir a velocidade de Cooper, ou efeitos positivos, como tornar Cooper invulnerável ou imobilizar todos os carniçais na sala. Quando o jogador falha um desafio ou leva mais tempo do que um limite de tempo para completá-lo, ao invés de reiniciar imediatamente a sala, o Grim Reaper irá perseguir Cooper; o Reaper matará Cooper instantaneamente se ele for tocado e o jogador terá que reiniciar a sala, mas o Reaper também pode ser usado para a vantagem do jogador, já que ele também matará qualquer carniçal que ele tocar. Os inimigos padrão do jogo incluem zumbis, múmias, diabinhos, esqueletos e piratas zumbis. Muitos objetos no jogo com os quais o personagem pode interagir - incluindo cadeiras, facas e machados - podem ser usados como armas.
O jogo também apresenta vários desafios de bônus. Cada sala que o jogador visita contém um dos 100 livros de bônus escondidos a serem coletados. Para cada cinco livros que o jogador coleta, um desafio de bônus é desbloqueado. O principal objetivo dos desafios de bônus é revisitar uma das salas e realizar uma tarefa diferente dentro dela, como derrotar vários inimigos em uma determinada quantidade ou tempo, ou sobreviver a um duelo com o Grim Reaper. Se um jogador conclui com sucesso um desafio de bônus, ele recebe uma medalha de bronze, prata, ouro ou platina com base em seu desempenho. Para cada medalha de platina ganha, uma peça da arte conceitual do jogo é desbloqueada. Se o jogador ganhar uma medalha de ouro ou platina para todos os 20 desafios, um desafio final é desbloqueado e os desafia a completar o jogo inteiro novamente como Amber, namorada de Cooper, que tem saúde muito baixa e não pode usar power-ups. Completar o 21º desafio desbloqueia o trailer do jogo na E3 e uma cutscene excluída na galeria de bônus.

## Enredo
Cooper e a sua namorada Amber estão procurando abrigo contra uma tempestade quando encontram Ghoulhaven Hall, uma mansão pertencente ao Barão Von Ghoul. Quando Cooper o chama de idiota, Von Ghoul sequestra Amber em retaliação. Cooper persegue Amber, encontrando os muitos carniçais que habitam o Ghoulhaven Hall. Crivens, o mordomo da mansão, concorda em ajudar Cooper, guiando-o pela mansão. Cooper finalmente encontra Amber, mas antes que os dois possam escapar, o cientista louco Dr. Krackpot aparece e transforma Amber em uma horrível carniçal. Cooper pede ajuda à cozinheira Ma Soupswill e ela o incumbe de coletar três ingredientes de que precisa para sintetizar uma cura. Ao longo do caminho, ele é ajudado por outros habitantes da mansão, incluindo o zelador Fiddlesworth Dunfiddlin, o esquelético assistente de Soupswill, Sr. Ribs, e a faxineira Barbara Buffbrass. Depois de reunir os ingredientes, Soupswill dá a Cooper um pote com a cura. Quando Cooper derrama a cura em Amber, é mostrado que Soupswill misturou um dos ingredientes, resultando em Amber se transformando em um carniçal hostil maior. Cooper é quase dominado por Amber, mas Soupswill chega e aplica a cura correta, transformando Amber de volta ao normal.
Cooper e Amber se preparam para deixar a mansão, mas o Sr. Ribs implora a Cooper para ajudar a libertar outras crianças presas em toda a mansão. Crivens diz a Cooper que Von Ghoul tem a chave para libertar as crianças, mas a porta de seus aposentos está trancada por um feitiço poderoso, que só pode ser quebrado usando um contrafeitiço que está em três pedaços espalhados por toda a mansão. Cooper coleta as três peças e entra nos aposentos de Von Ghoul, mas descobre que Crivens já está aparentemente lá atacando Von Ghoul e recuperando a chave. Quando Cooper tenta pegar a chave, Crivens o ataca e remove seu disfarce, revelando que ele era Von Ghoul o tempo todo. Cooper luta e derrota Von Ghoul, jogando-o para fora da mansão e pegando a chave. Cooper então segue o Sr. Ribs por toda a mansão e corre para libertar todas as crianças antes que as portas da mansão fiquem permanentemente trancadas, prendendo-as lá dentro para sempre.
Se Cooper conseguir libertar todas as dez crianças antes que o tempo acabe, ele e o Sr. Ribs são emboscados por diabinhos do lado de fora da mansão. Cooper fica inconsciente e o Sr. Ribs é decapitado, mas antes que os diabinhos possam se deliciar com eles, Ma Soupswill chega e luta contra eles. Cooper recupera a consciência e é agradecido por seus esforços por Soupswill, Mr. Ribs, Dunfiddlin e Buffbrass. Cooper e Amber então caminham para uma vila próxima, sem saber que o Barão Von Ghoul está seguindo atrás deles em seu avião improvisado. Se Cooper não salvar todas as crianças a tempo, a cena em que Soupswill defende Cooper e o Sr. Ribs dos diabinhos é omitida.

## Desenvolvimento e lançamento
Ghoulies era uma estrada menos rochosa. Trabalhamos um pouco em uma versão do GameCube e depois no Xbox, e literalmente acho que batemos o pé no chão.

Gregg Mayles numa entrevista para a Retro Gamer
O desenvolvimento de Grabbed by the Ghoulies começou em 2000, após a conclusão de Banjo-Tooie. A ideia do jogo começou com o nome, que é um trocadilho com "goolies", uma gíria britânica para "testículos". De acordo com o designer Gregg Mayles, o nome do jogo se materializou depois que ele ouviu alguém mencionar "sendo agarrado pelos goolies", e pensou que seria um nome adequado para um próximo jogo da Rare. Antes de qualquer detalhe do jogo ser divulgado, havia rumores de que Grabbed by the Ghoulies seria o subtítulo do próximo jogo de Conker the Squirrel. Depois que a Microsoft comprou a Rare por 375 milhões de libras em 2002, o desenvolvimento do jogo para o GameCube foi adiado até que a Rare o convertesse para o console Xbox.
O desenvolvimento do jogo demorou menos de três anos. Foi originalmente concebido como um jogo maior de plataforma aberta não linear para o GameCube. No entanto, um design e um conceito mais simples foram adotados devido à aquisição da Microsoft e ao aumento das restrições de tempo. Após a compra da Rare pela Microsoft, o estúdio reafirmou seu "design simples" do jogo para que os jogadores pudessem se adaptar facilmente e se dedicar menos a ele. Em uma entrevista retrospectiva, Mayles afirmou que a mudança do GameCube para o Xbox foi difícil e exigiu muitas mudanças, já que Grabbed by the Ghoulies era "um jogo original que começou como um produto da Nintendo".
De acordo com Mayles, Grabbed by the Ghoulies não foi inspirado no Atic Atac de tema semelhante da Rare. O estilo de arte cel-shaded e o design dos personagens em Grabbed by the Ghoulies foram inspirados nos desenhos da Hanna-Barbera, e as várias personalidades dos personagens foram baseadas tanto em figuras históricas quanto na infância de Mayles. O Antagonista Baron von Ghoul era "uma mistura" do Barão Vermelho e da aristocracia britânica, enquanto personagens de apoio, como Ma Soupswill, eram vagamente baseados em funcionários de uma escola. Mayles considerou a conversão do jogo para Xbox um dos desafios mais difíceis durante o desenvolvimento, já que a Rare teve menos de um ano para terminar o jogo depois de convertido.
O jogo foi revelado na E3 2003, com um demo jogável sendo uma versão completa do jogo, embora com alguns níveis faltando. Grabbed by the Ghoulies foi lançado na América do Norte em 21 de outubro de 2003, na Europa em 21 de novembro e no Japão em 29 de abril de 2004, tornando-se o primeiro jogo da Rare a ser lançado pela Microsoft. Posteriormente, foi relançado como um jogo do Xbox Originals para o Xbox 360 em 16 de fevereiro de 2009, sendo posteriormente removido da loja em 16 de junho de 2015. Grabbed by the Ghoulies foi incluído no título de compilação Rare Replay em 2015. O jogo foi remasterizado para rodar nativamente no Xbox One, aumentando sua resolução e quadros por segundo em relação ao lançamento original do Xbox. Grabbed by the Ghoulies foi um dos primeiros jogos originais do Xbox a ser compatível com o Xbox One através da compatibilidade com versões anteriores.

## Recepção
O jogo foi recebido com críticas mistas dos críticos após o lançamento. Ele possui uma pontuação média de 66/100 no Metacritic, com base em um total de 42 avaliações.
Kevin Gifford da 1UP afirmou que os gráficos cel-shaded eram "perfeitos" para o tema "assustador" do jogo, e que a animação suave resultou em inimigos parecendo "cativantes". Ronan Jennings da Eurogamer ficou menos impressionado com os gráficos, afirmando que o jogo "nunca o surpreendeu", mas sempre manteve um alto padrão de criatividade. No entanto, Jennings elogiou a animação e o design dos personagens. Os críticos da Game Revolution elogiaram os visuais do jogo, comparando-os a serem mais nítidos e claros aos visuais de Banjo-Kazooie, mas notaram que os designs dos personagens ainda pareciam "amarrados ao passado", sendo mais adequados para o Nintendo 64 do que para o Xbox.
Gifford observou que o "maior problema" do jogo era sua jogabilidade sem desafios, afirmando que era "repetitivo"; ele o comparou com a jogabilidade da era de 16 bits. A Game Revolution afirmou que a jogabilidade parecia "interessante" no início, mas ficava cansativa quanto mais tempo o jogo era jogado, apesar de sua curta duração. Jennings observou que a jogabilidade não era "inovadora" e, de forma semelhante, afirmou que o jogo dependia fortemente de "o que é uma jogabilidade praticamente de 16 bits". Os controles da câmera foram outro aspecto criticado do jogo, devido às alavancas de controle serem alocadas para funções de ataque. Gifford rotulou a ideia de "manobra forçada" como uma "chatice terrível", que se tornou problemática durante a última metade do jogo. A análise da Game Revolution também criticou os controles da câmera, afirmando que o uso de gatilhos para girar a câmera era "desajeitado". Jennings, no entanto, sentiu que a câmera estava "bem" e não fornecia qualquer obstrução.
Grabbed by the Ghoulies foi nomeado para o Console Family Game of the Year e Outstanding Achievement em Original Music Composition na Interactive Achievement Awards da Academy of Interactive Arts & Sciences. Os prêmios foram dados a EyeToy: Play do London Studio, e The Sims Bustin' Out da Electronic Arts, respectivamente. Em 2008, Game Informer listou-o entre os piores jogos de terror de todos os tempos.